# Ochthebius punctatus
Ochthebius punctatus är en skalbaggsart som beskrevs av Stephens 1829. Ochthebius punctatus ingår i släktet Ochthebius och familjen vattenbrynsbaggar. Inga underarter finns listade i Catalogue of Life.